# Phrynobatrachus sternfeldi
Phrynobatrachus sternfeldi é uma espécie de anfíbio da família Petropedetidae.
É endémica de República Centro-Africana.
Os seus habitats naturais são: marismas de água doce e marismas intermitentes de água doce.